# Pelle, el conqueridor
Pelle, el conqueridor (títol original en danès, Pelle erobreren) és una pel·lícula danesa realitzada per Bille August, estrenada el 1987 i basada en la novel·la del mateix nom publicada pel danès Martin Andersen Nexø el 1910. Ha estat doblada al català.

## Argument
Al segle xix, un jove i el seu pare emigren de Suècia cap a Dinamarca, esperant fer-hi fortuna... El pare, Lassefar promet al seu fill que no passarà gana quan arribi a Dinamarca. Però són confrontats a una realitat ben diferent. El vell i el jove són rebutjats per treballar a la granja. La situació finalment no és millor que la dura existència que han conegut a Suècia. Colpits per aquesta decepció, no tenen tanmateix altra tria que intentar sobreviure d'una manera o una altra...

## Repartiment
- Pelle Hvenegaard: Pelle
- Max von Sydow: Lassefar
- Erik Paaske: Forvalter/Foreman

## Premis i nominacions[calcitació]

### Premis
- 1988: Palma d'Or al Festival Internacional de Cinema de Cannes
- 1989: Oscar a la millor pel·lícula de parla no anglesa
- 1989: Globus d'Or a la millor pel·lícula estrangera

### Nominacions
- 1989: Oscar al millor actor per Max von Sydow
- 1989: César a la millor pel·lícula de la Unió Europea
- 1990: BAFTA a la millor pel·lícula de parla no anglesa